# Dene wos guet geit
Dene wos guet geit è un film del 2017 diretto da Cyril Schäublin.